# Bukharlik
Bukharlik (Bukhariotes de Sibèria) és un petit grup ètnic musulmà sunnita de Sibèria, format per descendents dels comerciants originaris del Turquestan, establerts a Sibèria des del segle xvi, quan les relacions comercials entre Rússia i Bukharà estaven a un punt òptim.
El punts principals on viuen són Tobolsk, Tiumén i Tara, i un grup de llogarets prop de Tomsk. El cens soviètic de 1926 va trobar 12.010 bukharliks. La seva llengua és una variant del tàrtar siberià amb moltes paraules perses.